# Спинномозкові нерви

Коріння і гілки спинномозкового нерва

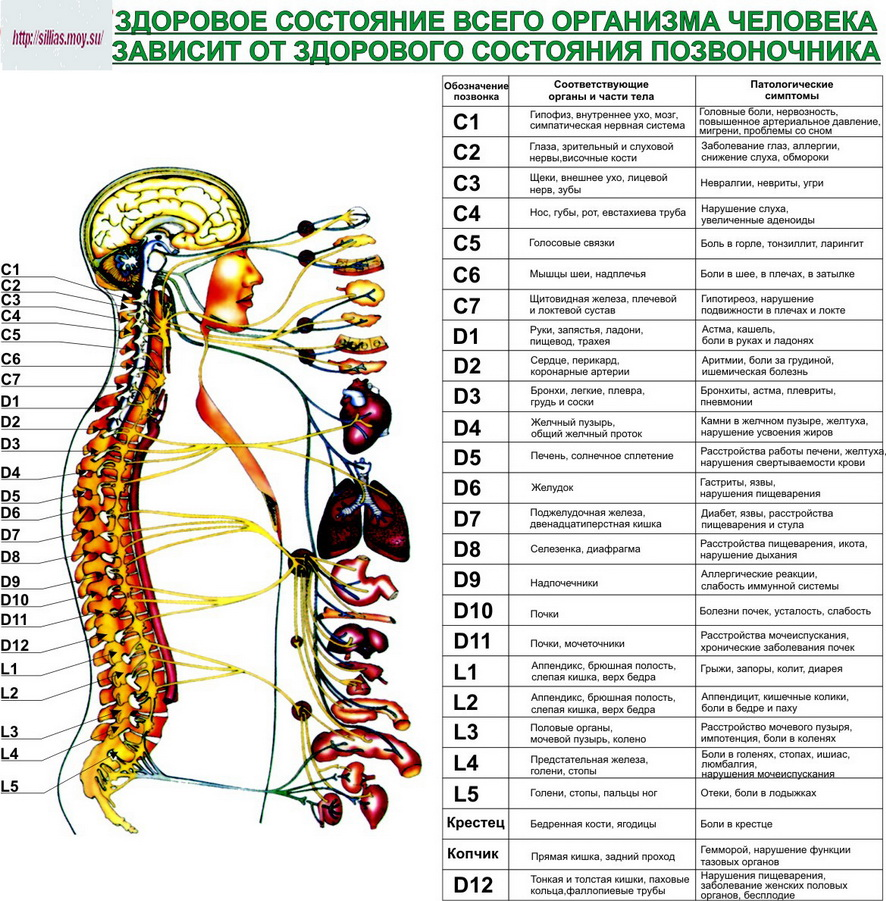
Спинномозкова іннервація внутрішніх органів

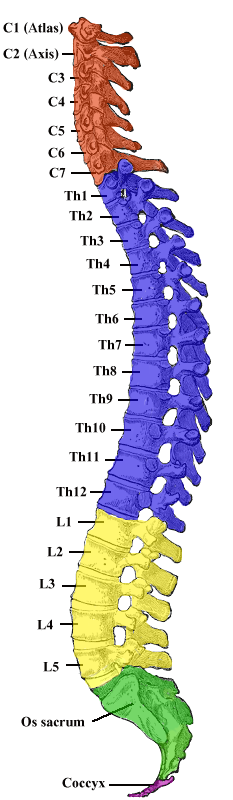
Відділи хребта людини:
Червоний — шийний;
Синій — грудний;
Жовтий — поперековий;
Зелений — крижовий;
Фіолетовий — куприковий

Спинномозкові нерви (лат. nervi spinales) разом з черепно-мозковими (черепними) нервами складають периферичну нервову систему людини.
У хребтовому каналі залягає спинний мозок, який в шийному відділі переходить в головний мозок, а в поперековому закінчується на рівні L1-L2 хребців, утворюючи кінський хвіст (пучок корінців спинного мозку). Спинний мозок зі своїми корінцями є основною ланкою в структурі проведення нервових імпульсів від органів до головного мозку і назад. Зовнішнє здавлювання спинного мозку або корінця призводить до різних провідникових порушень — від болів до повного знерухомлення нижче рівня ураження спинного мозку.
Існує 31 пара нервів, які відходять симетричними парами по обидва боки спинного мозку: 8 пар шийних, 12 грудних, 5 поперекових, 5 крижових і 1 куприковий. Складаються з передніх корінців (аксонів рухових нейронів) і задніх (аксонів чутливих нейронів). Скупчення тіл цих нейронів утворюють спинномозкові вузли. Кожен нерв виходить із міжхребцевого отвору і розгалужується на дві гілки: спинну (тонку) та черевну (тонку). Спинні гілки іннервують шкіру і м'язи потилиці і спини, а також шкіру сідничної ділянки. Черевні гілки (за винятком ІІ-ХІ грудних нервів) об'єднуються і утворюють сплетіння: шийне, плечове, поперекове та крижове. Черевні гілки грудних нервів йдуть симетрично в міжреберних проміжках. Спинномозкові нерви формуються за рахунок нервових волокон передніх і задніх корінців, що відходять від спинного мозку.
За допомогою спинномозкових нервів відбуваються рухи частин тіла (довільні і мимовільні), а також чуття шкіри.
Зони чутливості. Поверхню шкіри можна поділити на зони — дерматоми. Вони іннервуються спинномозковими нервами. Невропатологи використовують голки та бавовняні китиці для визначення ділянок ушкодження нервів. Відсутність чутливості може свідчити про ушкодження далеко від досліджувальної ділянки.
Дерматоми. Дерматоми тулуба, з яких кожен іннервується відповідною парою спинномозкових нервів, розміщені приблизно горизонтально, тоді як на кінцівках вони поздовжні. Оскільки дерматоми дещо перекривають один одного, корінцева іннервація за допомогою дерматомних карт може бути визначена лише приблизно.
| Хребець           | Ділянка іннервації                                              |
| ----------------- | --------------------------------------------------------------- |
| C1                | Гіпофіз, внутрішнє вухо, мозок, симпатична нервова система      |
| C2                | Очі, зоровий і слуховий нерви, скроневі кістки                  |
| C3                | Щоки, зовнішнє вухо, лицевий нерв, зуби                         |
| C4                | Ніс, губи, рот, євстахієві труби                                |
| C5                | Горлові зв'язки                                                 |
| C6                | М'язи шиї, передпліччя                                          |
| C7                | Щитоподібна залоза, плечовий суглоб, ліктевий суглоб            |
| Th1               | Руки, зап'ястя та долоні, стравохід та трахея                   |
| Th2               | серце, перикард, коронарну артерії                              |
| Th3               | Бронхи, легені, плевра, груди                                   |
| Th4               | Жовчний міхур, загальна жовчна протока                          |
| Th5               | Печінка, сонячне сплетіння                                      |
| Th6               | Печінка, сонячне сплетіння                                      |
| Th7               | Підшлункова залоза, дванадцятипала кишка                        |
| Th8               | Селезінка, діафрагма                                            |
| Th9               | Наднирники                                                      |
| Th10              | Нирки                                                           |
| Th11              | Нирки, сечоводи                                                 |
| Th12              | Тонка і товста кишки, пахові кільця, фаллопієві труби (у жінок) |
| L1                | Апендикс, черевна порожнина, сліпа кишка, верх стегна           |
| L2                | Апендикс, черевна порожнина, сліпа кишка, верх стегна           |
| L3                | Статеві органи, сечовий міхур, колінка                          |
| L4                | Передміхурова залоза (у чоловіків), гомілки, стопи              |
| L5                | Гомілки, стопи, пальці ніг                                      |
| Крижовий відділ   | Стегнові кістки, сідниці                                        |
| Куприковий відділ | Пряма кишка, задній прохід                                      |